# Matilda, the Musical
Pour les articles homonymes, voir Matilda.
Matilda, the Musical est une comédie musicale britannique, livret de Dennis Kelly, paroles et musique de Tim Minchin, adaptée du roman Matilda de Roald Dahl et créée en 2010.

## Personnages
- Matilda Wormwood : Fille de Harry et Zinnia. Un véritable génie; elle sait lire et a un pouvoir de télékinésie.
- Harry Wormwood : Père de Matilda et marchand de voitures réputé, il est en réalité un escroc qui revend des voitures en ruine modifiées à des prix élevés. Il a tout appris de la télé et ne voit pas l'intérêt des livres
- Zinnia Wormwood : Mère de Matilda, effroyablement irresponsable, elle pense que sa fille est un monstre. Elle préfère danser et soigner son apparence plutôt que de s'enrichir intellectuellement.
- Michael Wormwood : Frère de Matilda, paresseux, il ne s'exprime qu'en alignement de maximum deux mots. Enfant parfait selon ses parents.
- Agatha Trunchbull : Directrice de Crunchem Hall, championne anglaise de lancer du marteau 1969, et tante de Jennifer Honey, elle prend plaisir à torturer ses élèves avec des techniques de son invention (les lancer comme un marteau, leur tirer les oreilles, les obliger à manger un énorme gâteau…). Elle est la créatrice du Chokey (« Étouffoir »). Selon elle, les enfants sont des « maggots » (vermisseaux), elle prétend d'ailleurs ne jamais en avoir été une.
- Jennifer Honey : Institutrice de Matilda, elle se montre particulièrement gentille et attentionnée à son égard.
- Mrs Phelps : Bibliothécaire qui adore écouter Matilda lui raconter des histoires.
- Rudolpho : Partenaire de danse de Mrs Wormwood
- Bruce Bogtrotter : Élève que Mrs Trunchbull a obligé à manger un énorme gâteau en entier.
- Lavender : Meilleure amie de Matilda.

## Fiche technique
- Titre original : Matilda, the Musical
- Livret : Dennis Kelly d'après Matilda de Roald Dahl
- Lyrics et musique : Tim Minchin
  - Direction musicale : Bruce O'Neil, David Keefe
  - Orchestrations : Christophe Nightingale
- Mise en scène : Matthew Warchus
- Chorégraphie : Peter Darling
- Décors et costumes : Rob Howell
- Lumières : Hugh Vanstone
- Son : Simon Baker
- Effets spéciaux : Paul Kieve
- Production : Royal Shakespeare Company
- Pays d’origine :  Royaume-Uni
- Langue originale : anglais
- Durée : 2h40
- Dates de première représentation : 
  - 9 novembre 2010 au Courtyard Theatre (Stratford-upon-Avon) puis à partir du 25 octobre 2011 au Cambridge Theatre (West End)
  - 4 mars 2013 au Shubert Theatre (Broadway)
- Dates de dernière représentation : 
  - 1er janvier 2017 (Broadway)
- Nombre de représentations consécutives :  
  - toujours en cours au 1er mars 2023 (West End)[1]
  - 1 555 (Broadway)

## Distribution de la création
| Personnages       | Stratford (2010)                              | West End (2011)                                                  | Broadway (2013),                                       |
| ----------------- | --------------------------------------------- | ---------------------------------------------------------------- | ------------------------------------------------------ |
| Matilda Wormwood  | Adrianna Bertola Josie Griffiths Kerry Ingram | Cleo Demetriou Eleanor Worthington Cox Kerry Ingram Sophia Kiely | Sophia Gennusa Oona Laurence Bailey Ryon Milly Shapiro |
| Agatha Trunchbull | Bertie Carvel                                 | Bertie Carvel                                                    | Bertie Carvel                                          |
| Jennifer Honey    | Lauren Ward                                   | Lauren Ward                                                      | Lauren Ward                                            |
| Mr. Wormwood      | Paul Kaye                                     | Paul Kaye                                                        | Gabriel Ebert                                          |
| Mrs. Wormwood     | Josie Walker                                  | Josie Walker                                                     | Lesli Margherita                                       |
| Michael Wormwood  | Peter Howe                                    | Peter Howe                                                       | Taylor Trensch                                         |

## Numéros musicaux
| Acte I - Miracle – Enfants, le Docteur, Mme. Wormwood, M. Wormwood, Matilda et la troupe - Naughty – Matilda - School Song – Élèves de Crunchem Hall - Pathetic – Miss Honey - The Hammer – Miss Trunchbull, Miss Honey, Children - The Chokey Chant – Élèves de Crunchem Hall - Loud – Mrs Wormwood, Rudolpho - This Little Girl – Miss Honey - Bruce – Enfant | Acte II - Telly – Mr Wormwood, Michael et la troupe - Entr'acte - Musiciens - When I Grow Up – Children, Miss Honey, Matilda, Company - I'm Here – Matilda, Escapologiste - The Smell of Rebellion – Miss Trunchbull, Enfant - Quiet – Matilda - My House – Miss Honey, Mr. Honey, Matilda - Revolting Children – Enfant - When I Grow Up (Reprise) – Ensemble |

Source : Site officiel

## Distinctions

### Récompenses
Production de Londres
- Critics' Circle Theatre Awards 2011[9] : Meilleure comédie musicale
- UK Theatre Awards 2011[10] : 
  - Meilleure comédie musicale
  - Meilleur interprète pour Bertie Carvel
- Evening Standard Theatre Awards 2011[11] : Meilleure comédie musicale

- Laurence Olivier Awards 2012[12],[13] :
  - Meilleure comédie musicale
  - Meilleur acteur dans une comédie musicale pour Bertie Carvel
  - Meilleure actrice dans une comédie musicale pour Cleo Demetriou, Kerry Ingram, Eleanor Worthington Cox et Sophia Kiely
  - Meilleur metteur en scène pour Matthew Warchus
  - Meilleur chorégraphe pour Peter Darling
  - Meilleure scénographie pour Rob Howell
  - Meilleur son pour Simon Baker

Production de Broadway
- Drama Desk Awards 2013[14] :
  - Meilleure comédie musicale
  - Meilleur livret de comédie musicale pour Dennis Kelly
  - Meilleur second rôle masculin dans une comédie musicale pour Bertie Carvel
  - Meilleurs lyrics pour Tim Minchin
  - Meilleure scénographie pour Rob Howell
- New York Drama Critics' Circle Awards 2013[15] : Meilleure comédie musicale
- Outer Critics Circle Awards 2013[16] :
  - Meilleur livret de comédie musicale pour Dennis Kelly
  - Meilleure scénographie pour Rob Howell
- Theatre World Awards 2013[17] :  Bertie Carvel
- Tony Awards 2013[18],[19]
  - Meilleur livret de comédie musicale pour Dennis Kelly
  - Meilleur second rôle masculin dans une comédie musicale pour Gabriel Ebert
  - Meilleure scénographie pour Rob Howell
  - Meilleure lumière pour Hugh Vanstone
  - Prix spécial d'excellence pour Sophia Gennusa, Oona Laurence, Bailey Ryon et Milly Shapiro

### Nominations
Production de Londres
- British Composer Awards 2011[20],[21] : Meilleure production scénique pour Tim Minchin
- Evening Standard Theatre Awards 2011[11] :
  - Meilleur acteur pour Bertie Carvel
  - Meilleur metteur en scène pour Matthew Warchus

- Laurence Olivier Awards 2012[12]
  - Meilleur second rôle dans une comédie musicale pour Paul Kaye
  - Meilleure scénographie  pour Rob Howell
  - Meilleure lumière  pour Hugh Vanstone

Production de Broadway
- Drama Desk Awards 2013[14] :
  - Meilleur metteur en scène d'une comédie musicale pour Matthew Warchus
  - Meilleure chorégraphie  pour Peter Darling
- Drama League Awards 2013[22] :
  - Meilleure comédie musicale
  - Prix spécial d'interprétation pour Bertie Carvel
- Outer Critics Circle Awards 2013[16] :
  - Meilleure nouvelle comédie musicale
  - Meilleure chorégraphe pour Peter Darling
  - Meilleur acteur dans une comédie musicale Bertie Carvel
- Tony Awards 2013[18],[19] :
  - Meilleure comédie musicale
  - Meilleure partition originale pour Tim Minchin
  - Meilleur acteur dans une comédie musicale pour Bertie Carvel
  - Meilleur second rôle féminin dans une comédie musicale pour Lauren Ward
  - Meilleure mise en scène d'une comédie musicale pour Matthew Warchus
  - Meilleure chorégraphie pour Peter Darling
  - Meilleures orchestrations pour Christopher Nightingale
  - Meilleurs costumes d'une comédie musicale pour Rob Howell

- Grammy Awards 2014 : Meilleur album de comédie musicale

## Adaptation cinématographique
- 2022 : Matilda (Roald Dahl's Matilda, the Musical) de Matthew Warchus[23]